# Karol August z Saksonii-Weimaru-Eisenach (1757–1828)
Karl (Carl) August von Sachsen-Weimar-Eisenach (ur. 3 września 1757 w Weimarze, zm. 14 czerwca 1828 tamże) – od 1758 książę Saksonii-Weimar i Saksonii-Eisenach, od 1809 książę zjednoczonej Saksonii-Weimar-Eisenach, a od 1815 wielki książę (Großherzog) Saksonii-Weimar-Eisenach. Do 1775 rządy sprawowała, jako regentka, jego matka Anna Amalia z Brunszwiku-Wolfenbüttel.

## Życiorys
Karol August był najstarszym synem księcia Ernesta Augusta II Konstantina i jego małżonki Anny Amalii (księżniczki Brunszwiku-Wolfenbüttel). Ojca stracił mając jeden rok i pod opieką matki, kobiety mądrej, inteligentnej i wrażliwej artystycznie, wychowanie synów powierzono między innymi politykowi i dyplomacie Johannowi Eustachemu von Schlitz (zwanemu hrabia Görtz) oraz poecie Wielandowi.
W 1774 powracając z podróży edukacyjnej do Paryża pod opieką hrabiego Görtz książę spotkał się ze znanym poetą Johannem Goethem, którego przy tej okazji zaprosił do Weimaru. Goethe przybył do Weimaru 7 listopada 1775, między nim, a o osiem lat młodszym księciem rozwinęła się wkrótce głęboka przyjaźń. Książę powierzał mu wysokie stanowiska urzędowe, a w 1782 uzyskał dla Goethego cesarski patent szlachecki (von Goethe). Latem 1786 r. książę przebywał przez miesiąc z Goethem w uzdrowisku Karlsbad, gdzie 28 sierpnia poeta obchodził swoje urodziny.
W tym samym 1786 roku Karol August podjął służbę w armii pruskiej. Brał udział w kampanii w Holandii (działania przeciwko „Patriotom”), w wojnach prusko-francuskich (I i IV) i wojnach napoleońskich. Dosłużył się stopnia generała lejtnanta.
Syn księcia Karl Friedrich pojął w 1804 za żonę wielką księżną Marię Pawłowną, córkę rosyjskiego cara Pawła I. Damą dworu Marii Pawłownej była baronowa Henrietta von Pogwisch, matka Ottilie, przyszłej żony Augusta, syna Goethego. Książę Karol August starał się utrzymywać dobre stosunki polityczne z Prusami i Rosją. W 1815 na kongresie wiedeńskim, korzystając z poparcia cara rosyjskiego, uzyskał podniesienie do rangi wielkiego księcia (niem. Großherzog), jednocześnie uzyskał znaczne powiększenie swego terytorium. Okresowo Goethe brał udział w kongresie jako uprawniony minister księstwa.

## Działalność życiowa
Gdy matka – księżna-regentka Anna Amalia przekazała formalnie 3 września 1775 władzę swemu pełnoletniemu synowi Karolowi Augustowi, finanse państwa były w stanie krytycznym spowodowanym przez wojnę siedmioletnią (1756–1763) oraz nadmierne wydatki na utrzymanie dworu. Na domiar złego zamek książęcy (niem. Weimarer Stadtschloss) był zniszczony na skutek pożaru po rozruchach społecznych w 1774 i wymagał odbudowy, która została zrealizowana (pod kierownictwem Goethego) dopiero w latach 1789–1796.
Karol August przeszedł do historii, wzorując się na działalności swej matki oraz podążając za sugestiami swego przyjaciela Goethego, jako mecenas kultury niemieckiej i dobroczyńca poetów. Później ta epoka została określona jako klasyka weimarska (niem. Weimarer Klassik). Początki pochodziły od Wielanda, następny był Goethe, a po nim przybył Johann Herder, z którym jednak wynikały nieporozumienia spowodowane jego zbyt demokratycznymi poglądami. Później przybył do Weimaru również Friedrich Schiller. Do Weimaru należało miasto Jena, gdzie w tym czasie działali Johann Gottlieb Fichte, Hegel, Schelling, oraz bracia Schlegel tworząc drugie centrum literatury i filozofii.
W 1763 został odznaczony Orderem Orła Białego.

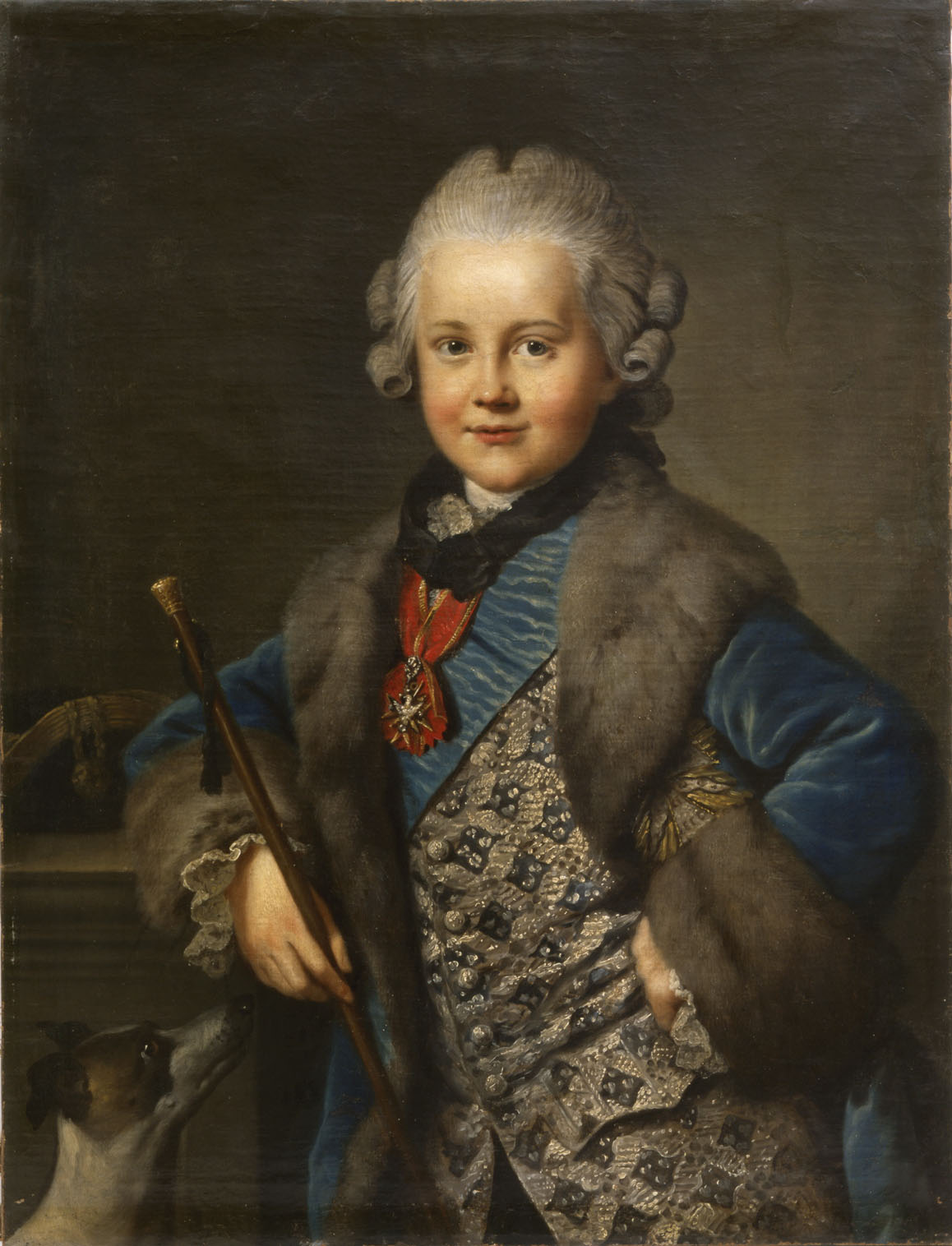
Karol August z Saksonii-Weimar-Eisenach, 1769
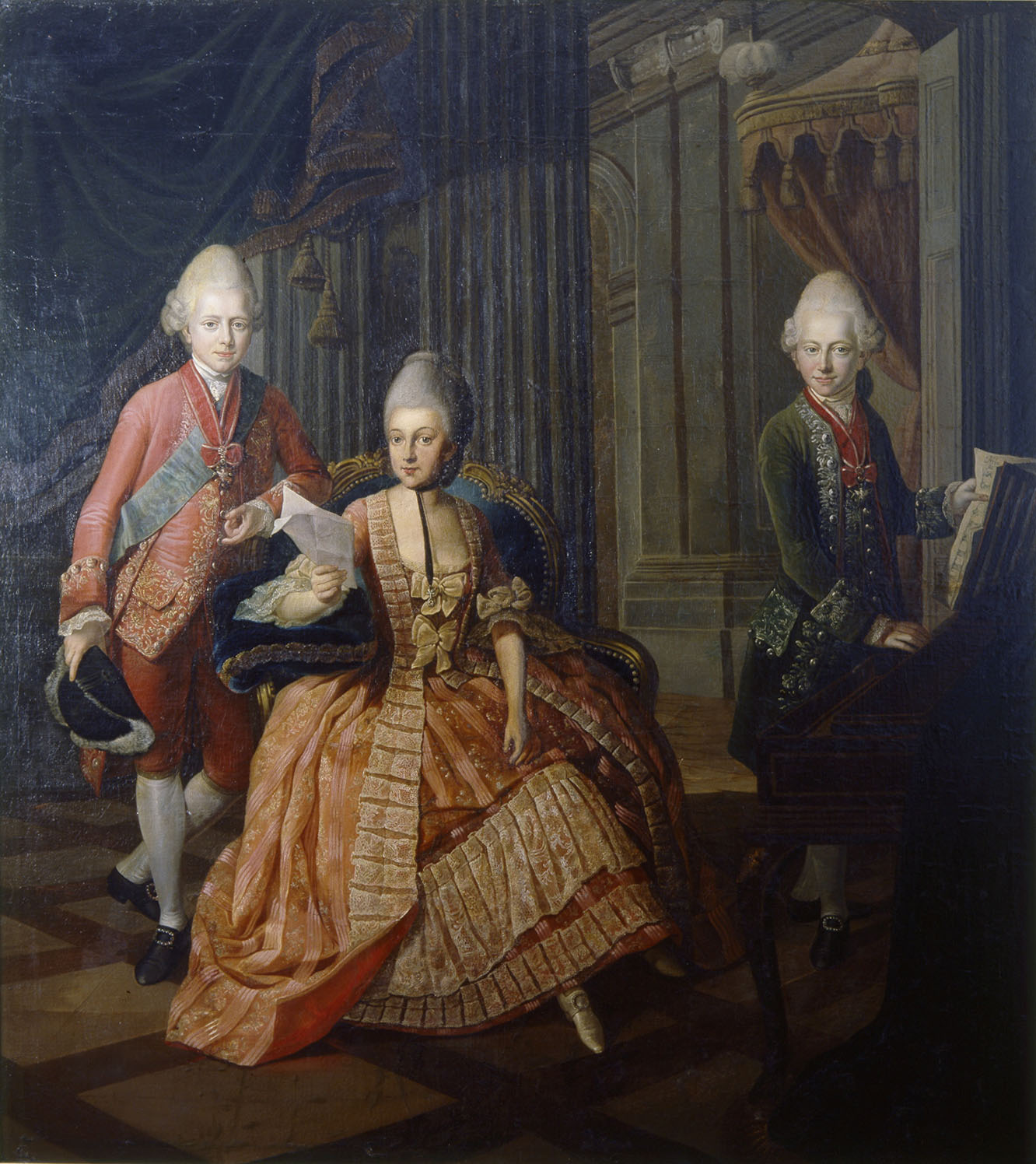
Karol August z matką i bratem Fryderykiem Konstantym, 1773/74
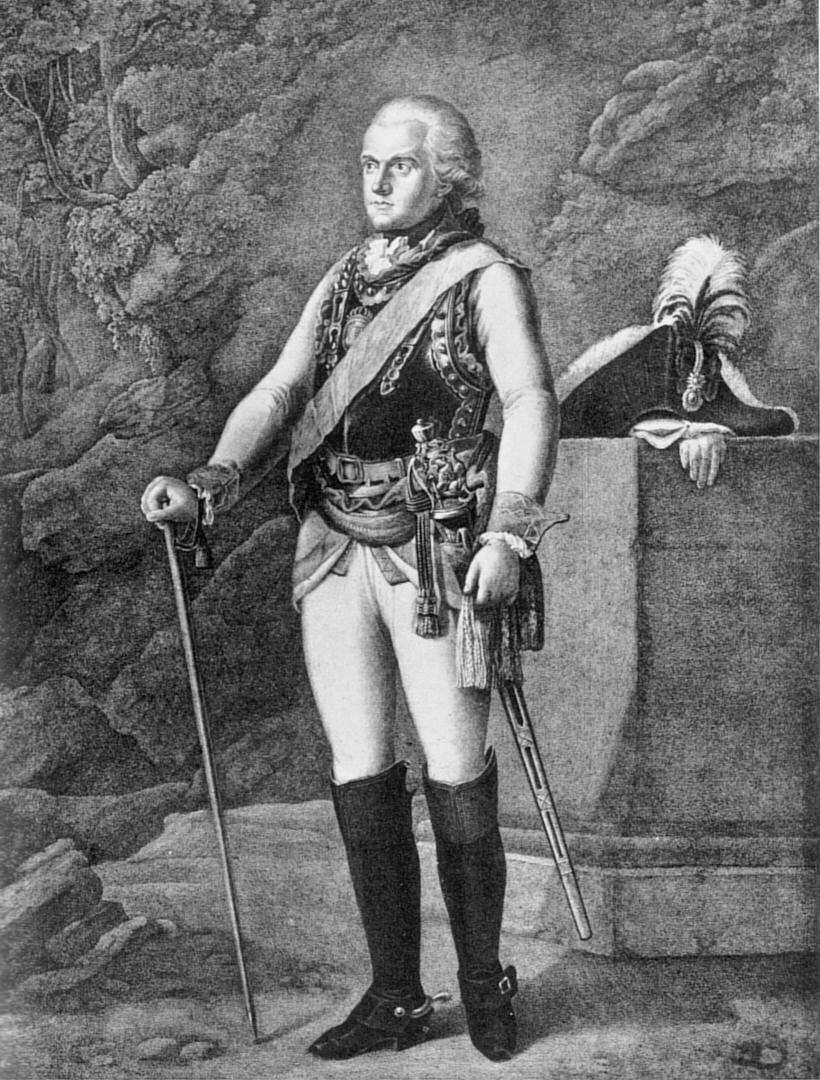
Karol August, 1790
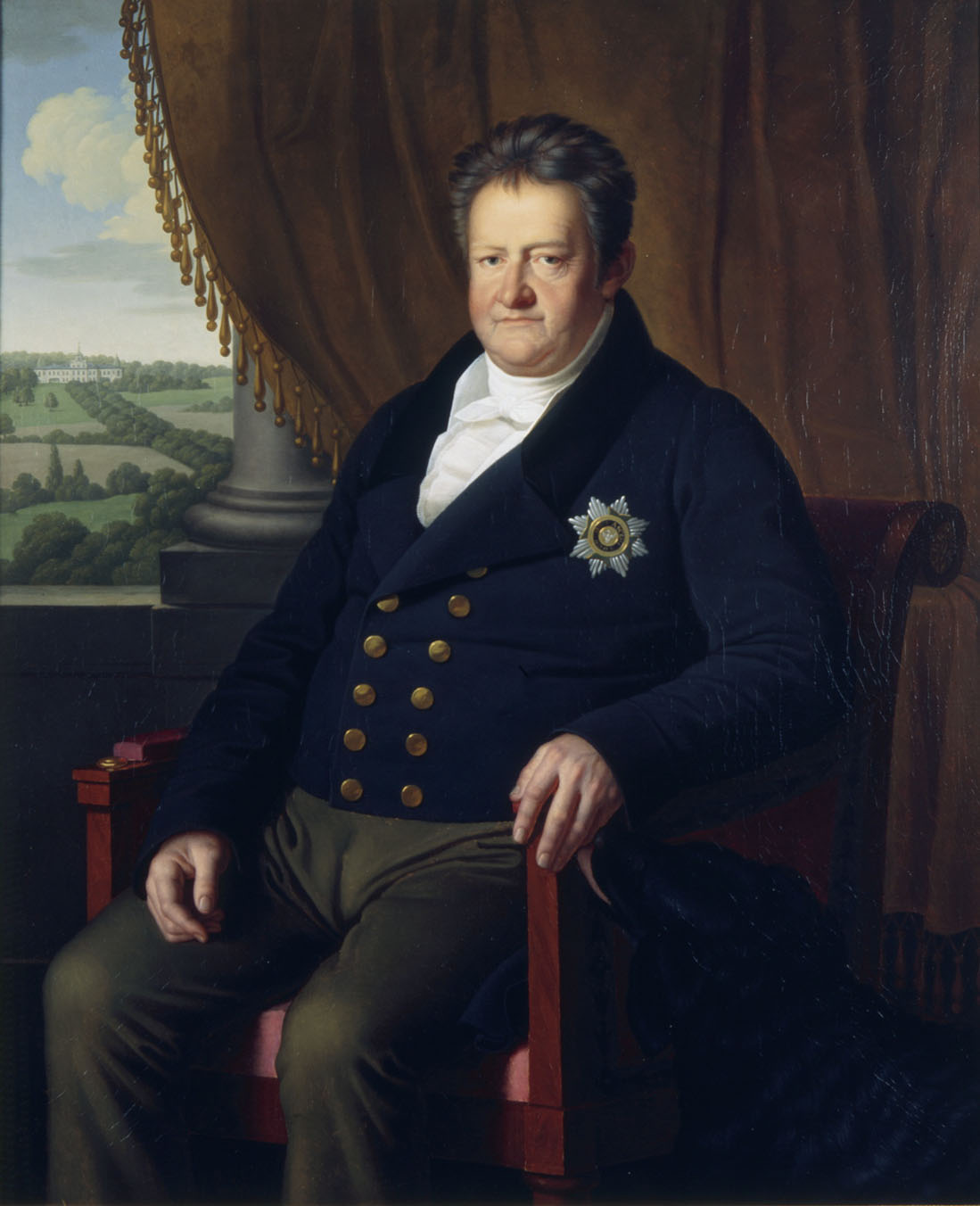
Wielki książę Karol August, 1822

## Potomstwo księcia

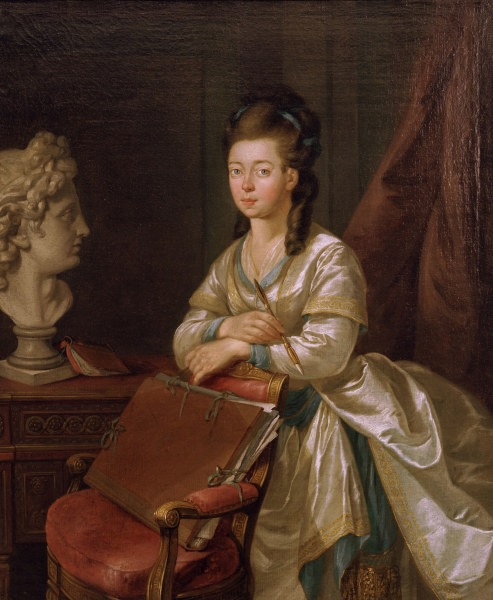
Księżna Luiza von Hessen-Darmstadt, żona Karola Augusta

Dnia 3 października 1775 Karol August poślubił księżniczkę Luizę z Hesji-Darmstadt (1757–1830), córkę landgrafa Hesji Darmstadt Ludwika IX (1768–1790) i księżniczki Karoliny Wittelsbach (1721–1774). Para miała siedmioro dzieci, urodzenie przeżyli:
- Luiza Augusta (1779–1784),
- Karol Fryderyk (1783–1853),
- Karolina Luiza (1786–1816),
- Karol Bernard (1792–1862).

Znana aktorka i śpiewaczka, zresztą 20 lat młodsza, Karoline Jagemann urodziła mu w 1806 syna Karola. Oprócz tego był jakoby ojcem przynajmniej 38 dzieci pozamałżeńskich.

## Pomnik
Pomnik dłuta Adolfa von Donndorfa z 1872 r. w Weimarze przedstawia księcia dosiadającego konia.